# أوليسيس
أوليسيس هو لاعب كرة قدم برازيلي، ولد في 1999 في ساو باولو في البرازيل.